# 西山政猪

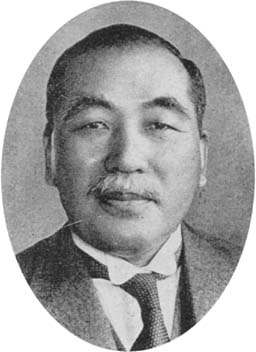
西山政猪

西山 政猪（にしやま まさい、1883年（明治16年）1月21日 - 1951年（昭和26年）12月17日）は、日本の文部官僚。

## 経歴
高知県高岡郡越知町出身。1911年（明治44年）に東京帝国大学法科大学独法科を卒業し、同年に高等文官試験に合格した。長崎高等商業学校教授となり、1920年（大正9年）から民法・商法研究のためイギリス・アメリカ合衆国・ドイツに留学した。帰国後、東京帝国大学書記官・学生監、同庶務課長、文部書記官・大臣官房会計課長、専門学務局長を歴任し、1929年（昭和4年）に宗教局長に就任した。1932年（昭和7年）に退官し、同年から1935年（昭和10年）まで満州国文教部総務司長を務めた。
その後、大日本連合婦人会理事長、民族学協会理事長を務めた。
戦後は玉川学園の顧問と務めた。